# Горлиці (гміна)
Гміна Горлиці (пол. Gmina Gorlice) — сільська гміна у південній Польщі. Належить до Горлицького повіту Малопольського воєводства.
Станом на 31 грудня 2011 у гміні проживало 16988 осіб.

## Площа
Згідно з даними за 2007 рік площа гміни становила 103.43 км², у тому числі:
- орні землі: 62.00%
- ліси: 30.00%

Таким чином, площа гміни становить 10.69% площі повіту.

## Села
- Білянка
- Бистра
- Домініковіце
- Квятоновіце
- Клєнчани
- Кобилянка
- Ропіца Польська
- Стружувка
- Шимбарк

## Релігія
До виселення лемків у 1945 році в СРСР та депортації в 1947 році в рамках акції Вісла у селах гміни були греко-католицькі громади парафій Горлицького деканату:
- парафія Ліщини: Білянка
- парафія Долини: Долини, Горлиці, Шимбарк, Шклярки, Над’їзд

## Населення
Станом на 31 грудня 2011:
| Опис     | Загалом | Загалом | Чоловіки | Чоловіки | Жінки | Жінки |
| -------- | ------- | ------- | -------- | -------- | ----- | ----- |
| одиниця  | осіб    | %       | осіб     | %        | осіб  | %     |
| все      | 16988   | 100     | 8497     | 50.02    | 8491  | 49.98 |
| міське   | 0       | 100     | 0        |          | 0     |       |
| сільське | 16988   | 100     | 8497     | 50.02    | 8491  | 49.98 |

## Сусідні гміни
Гміна Горлиці межує з такими гмінами: Беч, Горлиці, Ґрибув, Ліпінкі, Лужна, Мощениця, Ропа, Сенкова, Устя-Горлицьке.